# Milan Krmpotić
Milan Krmpotić (Veljun Primorski, 2. rujna 1945.), hrvatski književnik, prozaist i pjesnik.
Krmpotićevo je najznačajnije djelo epski spjev "Put u hrvatski raj" iz 2006. godine. To začudno alegorijsko djelo kroz 35 pjevanja u pet tisuća stihova, na način Danteove "Božanstvene komedije" - s Krležom kao Vergilijem - uz hod postajama zagrobnog života daje svojevrstan pregled hrvatske povijesti, bespoštedno pritom kritizirajući raznorazne osobe, događaje, procese i kolektivitete hrvatske povjesnice.
U senjskom časopisu Usponi objavljena je 1999. njegova drama "Stigla je sloboda". Pjesme su mu objavljivane i u školskim čitankama te u zbirkama izabrane poezije.
Živi i radi u Senju.

## Djela
- "Skamenjene svirale" (zbirka pjesama, 1978.),
- "Stope" (zbirka pjesama, 1980.),
- "U grudi zemlje" (zbirka pjesama, 1985.),
- "Zeleni vjetar" (zbirka pjesama za djecu, 1987.),
- "Zapisi iz ograda" (zbirka pjesama, 1987.),
- "Slomljivi" (zbirka pripovijedaka, 1989.),
- "Kuća hrtova" (roman za djecu, 1990.),
- "Kapi" (zbirka pjesama, 1990.),
- "Gorčina jabuke" (zbirka pjesama, 1992.),
- "Buna u sretnoj šumi" (igrokaz, 1993. i 1999.),
- "Bunjo dida moga" (zbirka pjesama, 1993.),
- "Tek braća" (roman, 1995.),
- "Trag božanske stope" (zbirka priča za djecu, 1996.),
- "Osmi patuljak" (roman, 1997.),
- "Ovaj križ ljudski" (zbirka izabranih pjesama, 1998.),
- "Tajna ploda" (zbirka izabranih pjesama, 2000.),
- "Divlje sjeme" (zbirka pripovijedaka, 2001.),
- "Jedna godina - čitav život" (zbirka pjesama, 2003.),
- "Tu su i svemirci imali prste" (roman za djecu, 2005.),
- "Put u hrvatski raj" (epski spjev, 2006.).